# August Bournonvilles Passage
August Bournonvilles Passage er en gade i Indre By i København, der går fra Kongens Nytorv til Harald Landers Gade. Gaden ligger i forlængelse af Tordenskjoldsgade, som den var en del af indtil 2005. Gaden domineres af bygningen Stærekassen, der er placeret over gaden som en forbindelse mellem Det Kongelige Teater ved Kongens Nytorv og en tilbygning langs med Harald Landers Gade.

## Historie
Gaden ligger i kvarteret Gammelholm. Området var indtil 1859 en del af Orlogsværftet men blev derefter bebygget med etageejendomme i 1860'erne og 1870'erne. I den forbindelse blev der anlagt ni nye gader, der overvejende blev opkaldt efter søhelte og teaterpersoner. En af dem var Tordenskjoldsgade, der blev opkaldt efter søhelten Peter Wessel Tordenskiold (1690-1720). Gaden kom til at udgå fra Kongens Nytorv ved Det Kongelige Teater. Teatrets nuværende bygning blev opført i 1872-1874 efter tegninger af Vilhelm Dahlerup og Ove Petersen. Teatret, der også omfattede en bagvedliggende mellembygning og en magasinbygning, var stærkt påvirket af Opéra Garnier i Paris. I den festligt indrettede teaterrum var der plads til 1.600 tilskuere. Fra en vestibule ved gaden førte en særlig trappe op til kongelogen.
Langs den nordlige side af den nuværende Harald Landers Gade opførtes en tilbygning til teatret i 1929-1931, der blev forbundet med den gamle bygning af bygningen Stærekassen over den nuværende August Bournonvilles Passage. Bygningerne blev opført efter tegninger af Holger Jacobsen. De rummer tilsammen det, der i mange år hed Nye Scene, idet selve scenen ligger i Stærekassen, mens tilskuerpladserne ligger i tilbygningen langs Harald Landers Gade. Selve Stærekassen blev udformet som en høj bygning med en gennemkørsel nederst for gaden. Facaderne blev dekoreret, blandt andet med bronzefigurer halvvejs oppe, der blev udført af Einar Utzon-Frank og Olaf Stæhr-Nielsen. Loftshvælvet over gennemkørslen blev dekoreret med mosaikker af Ejnar Nielsen. Det Kongelige Teater benyttede bygningen som teater indtil 2008, hvor Skuespilhuset blev indviet. Efterfølgende er den blevet benyttet til forskellige kulturelle formål.
I 2005 blev den del af Tordenskjoldsgade, der ligger langs med Det Kongelige Teaters gamle bygning omdannet til gågade og omdøbt til August Bournonvilles Passage. Anledningen var 200-året for August Bournonvilles (1805-1879) fødsel. Bournonville var balletmester ved Det Kongelige Teater fra 1836 til 1877, hvor han koreograferede over 50 balletter. Han stod blandt andet for klassikere som Sylfiden (1836), Napoli (1842), Et Folkesagn (1854) og Livjægerne på Amager (1871).

## Bygninger
Udover Det Kongelige Teaters bygninger ligger der to andre bygninger ved den korte gade. I nr. 1 ligger etageejendommen Brønnums Hus, der blev opført efter tegninger af Ferdinand Vilhelm Jensen sammen med et sidehus og et baghus i 1865-1866. Bygningen er rigt dekoreret med stuk og en frise med små engle langs med tagkanten. En falden engel er et minde om en 19-årig murerlærling, der faldt ned fra et stillads og blev dræbt under opførelsen af bygningen i 1866. Ved hjørnet af Kongens Nytorv er bygningen afrundet med to brede altaner på første og anden sal. Blandt bygningens første beboere var vekselmægleren Martin Henriques, der boede her fra 1866 til sin død i 1912. Mange kendte kunstnere kom i hans hjem, blandt andet Bournonville. Bygningen blev fredet sammen med sidehuset og baghuset i 1995.
Den femetages bygning i nr. 3 blev opført i 1866. Den er ikke dekoreret i nær så omfattende grad som Brønnums Hus, men til gengæld er vinduerne på de enkelte etager udformet på hver sin måde.